# SEXY 8 BEAT
SEXY 8 BEAT(SEXY Eight BEAT, 섹시 에이트 비트)는 2007년 3월 21일에 발매된 모닝구무스메의 여덟 번째 정규 앨범이다.

## 개요
- 미츠이 아이카 가입 후 첫 번째 정규 앨범이며, 또한 요시자와 히토미가 참가하는 마지막 앨범이기도 하다.

- SEXY BOY ~산들바람에 기대~와 Ambitious! 야심적이고 좋잖아는 콘노 아사미, 오가와 마코토가 재적해 있을 때의 싱글 곡이다.

- 2007년 봄 콘서트 투어 타이틀과 같은 제목이다.

- 초회한정반 DVD에는 4:3 비율의 3곡(약 9분)이 수록되어 있다.
  - 에가오YES누드 (Close-up Ver.)
  - Ambitious! 야심적이고 좋잖아 (《Hello! Project 2007 Winter ~원더풀 하츠 소녀Gokoro~》 특전)
  - Do it! Now (상동)

- 발매 6일 전인 2007년 3월 15일에 8기 유학생 쥰쥰과 링링이 가입했기 때문에, 두 사람은 이 앨범에 참여하지 않았다.

## 수록곡
1. 元気+
작사, 작곡 : 층쿠 / 편곡 : 스즈키Daichi히데유키
2. 歩いてる (ALBUM EDIT)
작사, 작곡 : 층쿠 / 편곡 : 스즈키Daichi히데유키
3. 未来の太陽
작사, 작곡 : 층쿠 / 편곡 : 히라타 쇼이치로
4. 笑顔YESヌード (ALBUM MIX)
작사, 작곡 : 층쿠 / 편곡 : 마쓰이 히로시
5. 春 ビューティフル エブリデイ (노래 : 카메이, 미츠이)
작사, 작곡 : 층쿠 / 편곡 : 다카하시 유이치
6. SEXY BOY ~そよ風に寄り添って~
작사, 작곡 : 층쿠 / 편곡 : 다카하시 유이치
7. Ambitious! 野心的でいいじゃん
작사, 작곡 : 층쿠 / 편곡 : 유아사 고이치
8. その出会いのために (노래 : 모닝구무스메 Featuring 요시자와)
작사, 작곡 : 층쿠 / 편곡 : AKIRA
9. シャニムニ パラダイス (노래 : 다카하시, 니이가키, 후지모토, 다나카)
작사, 작곡 : 층쿠 / 편곡 : 모리오 다카시
10. 宝の箱 (노래 : 시게 핑크, 코하 핑크)
작사, 작곡 : 층쿠 / 편곡 : 스즈키 슌스케
11. BE ポジティブ!
작사, 작곡 : 층쿠 / 편곡 : 마쓰이 히로시

## 참여 뮤지션
※괄호는 트랙 번호
- 스즈키daichi히데유키 - 프로그래밍, 기타 (1, 2)
- 다케우치 히로아키 - 코러스 (1, 2, 3, 4, 6, 7, 10, 11)
- 다케가미 요시나리 - 테너 색소폰 (2)
- 층쿠♂ - 코러스 (2, 4, 6, 9, 10, 11)
- 히라타 쇼이치로 - 프로그래밍 (3)
- 마쓰이 히로시 - 프로그래밍 (4, 11), 키보드 (4)
- 고레나가 고이치 - 기타 (4, 11)
- 다카하시 유이치 - 프로그래밍, 기타 (5, 6)
- CHINO - 코러스 (5, 9)
- 유아사 고이치 - 프로그래밍 (7)
- 고지 - 기타 (7, 9)
- AKIRA - 프로그래밍 (8)
- 모리오 다카시 - 프로그래밍 (9)
- 스즈키 슌스케 - 프로그래밍, 기타 (10)
- 스즈키 아키오 - 색소폰 (11)

## 차트
- 주간최고순위 7위 (오리콘 차트)